# Emiliasaura

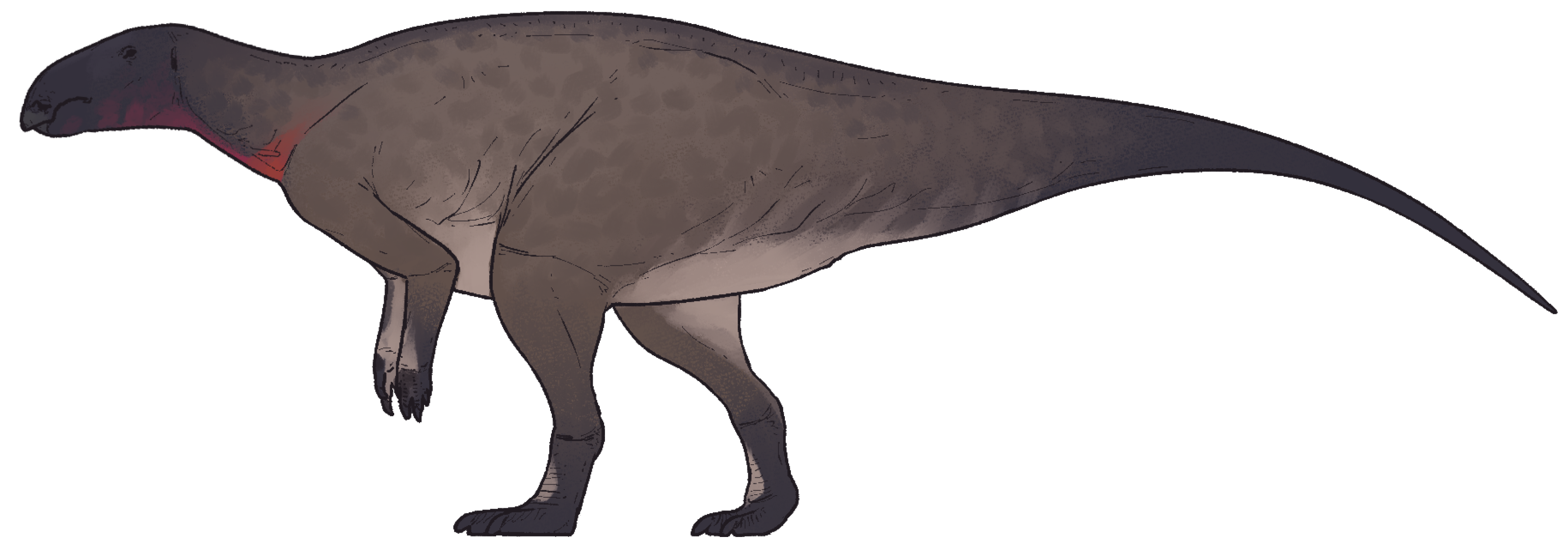
Emiliasaura alessandrii

Emiliasaura alessandrii is een plantenetende  ornithischische dinosauriër, behorende tot de Euornithopoda, die tijdens het vroege Krijt leefde in het gebied van het huidige Argentinië.

## Vondst en naamgeving
Carlos Alessandri ontdekte in maart 2009 te Pilmatué bij Las Lagas het skelet van een kleine euornithopode. Sinds 2009 worden er opgravingen verricht die in 2011 nog een tweede skelet aan het licht brachten, gevonden door G. Azúa. Beide exemplaren zijn juveniele dieren.
In 2024 werd de typesoort Emiliasaura alessandrii benoemd en beschreven door R.A. Coria, I.A. Cerda, F. Escaso, M.A. Baiano, F. Bellardini, A. Braun, L.M. Coria, J.M. Gutierre, D. Pino, G.J. Windholz, P.J. Currie en F. Ortega. De geslachtsnaam eert wijlen Emilia Ondettia de Fix, de oprichtster van het eerste museum van Las Lagas. De soortaanduiding eert Allesandri als ontdekker. Het 'saura' komt van het Oudgriekse σαῦρος, saúros, hagedis. 
Het holotype, MLL-Pv-001, is gevonden in een laag van de Mulichincoformatie die dateert uit het Valanginien. De formatie van Mulichinco ligt in Neuquén in het noordwesten van Patagonië, in Argentinië. MLL-Pv-001 bestaat uit een skelet zonder schedel. Bewaard zijn gebleven: een ravenbeksbeen, het onderste uiteinde van een schouderblad, een opperarmbeen en de volledige rechterachterpoot.
Het paratype is specimen MLL-Pv-006 bestaande uit sacrale wervels, voorste staartwervels, chevrons, verbeende pezen, stukken bekken en de bijna volledige achterpoten.

## Beschrijving
MLL-Pv-001 is anderhalve meter hoog, vijf meter lang en weegt zeshonderd kilogram.
Een uniek kenmerk is dat bij de voorste sacrale wervels de gewrichtsvlakken in zijaanzicht een golvend profiel hebben. 
Er werden verder enkele typerende kenmerken vermeld. Het darmbeen is horizontaal lang met een golvende bovenrand en een brede uitholling voor de aanhechting van de musculus caudofemoralis brevis. De schacht van het dijbeen heeft een uitgebreide hoog geplaatste vierde trochanter op de achterzijde. De tweede teen draagt een korte robuuste voetklauw als bij de Ankylopollexia.

## Fylogenie
Emiliasaura is in 2024 in de Rhabdodontomorpha geplaatst, als meest basale en geologisch oudste lid en het enige dat uit Zuid-Amerika bekend is. Latere analyses vonden een basalere positie in de Dryomorpha.